# فهرست شخصیت‌های مجموعه ناروتو
فهرست شخصیت‌های اصلی مجموعه ناروتو در ادامه آمده‌است:

## شخصیت‌های اصلی

### ناروتو اوزوماکی
ناروتو اوزوماکی (به ژاپنی: うずまき ナルト, Uzumaki Naruto) شخصیت اصلی داستان در مجموعهٔ ناروتو که توسط ماساشی کیشیموتو خلق شده‌است. ناروتو در زمره محبوب‌ترین شخصیت‌های انیمه ای است. هنگام به دنیا آمدن ناروتو، کوراما یا کیوبی (روباه ۹دم Kyūbi no Yōkō) به کونوهاگاکوره (دهکده‌ای که ناروتو در آن به دنیا آمده) حمله می‌کند. چهارمین هوکاگه (رئیس دهکده) با استفاده از یک طلسم و قربانی‌کردن خود موفق می‌شود کیوبی را داخل بدن (در داستان ضمیر ناخود آگاه هم ذکر شده) ناروتوی تازه به‌دنیا آمده زندانی کند.

### ساسکه اوچیها
ساسکه اوچیها (به ژاپنی: うちはサスケ Uchiha Sasuke) یک شخصیت خیالی در مجموعه مانگا و انیمه ناروتو است که توسط ماساشی کیشیموتو خلق شده‌است. او تنها بازمانده خاندان اوچیها است و درآغاز داستان عضو تیم ۷ و شاگرد کاکاشی هاتاکه می‌شود، که در زمان عضویتش شامل خودش، ناروتو اوزوماکی و ساکورا هارونو می‌شد. ساسکه بعداً گروه را ترک می‌کند و تبدیل به یک میسینگ نین (نینجای فراری) می‌شود.

### ساکورا هارونو
ساکورا هارونو (به ژاپنی: 春野 サクラ, Haruno Sakura) یک شخصیت خیالی در مجموعه مانگا و انیمه ناروتو است که توسط ماساشی کیشیموتو خلق شده‌است. در انیمه و مانگا، ساکورا یک کونویچی (نینجای مؤنث) در روستای کونوها و یکی از اعضای تیم ۷ که شامل خود او، ناروتو اوزوماکی، ساسکه اوچیها و مربی آن‌ها کاکاشی هاتاکه بود. او در شروع انیمه توجه خاصی به ناروتو نشان نمیداد و ساسکه را از همه جهات ستایش میکرد اما در ادامه متوجه اشتباه خود شده و برای کمک به ناروتو و نجات ساسکه از تاریکی سخت تلاش کرد تا قوی شود و این تلاش ها در نهایت نتیجه داد و در نهایت ساکورا موفق شود و تبدیل به قوی ترین کونوئیچی جهان شد و بارها ناروتو ساسکه و بقیه کارکتر های فرعی را از مرگ حتمی نجات داد و دین خود را به ناروتو اعطا کرد.

### کاکاشی هاتاکه
کاکاشی هاتاکه (به ژاپنی: はたけ カカシ ,Hatake Kakashi) یک شخصیت خیالی در مجموعه مانگا و انیمه ناروتو که توسط ماساشی کیشیموتو خلق شده‌است. در داستان سری اول، کاکاشی مربی و رهبری تیم ۷ که شامل شخصیت‌های کلیدی این سری، یعنی ناروتو اوزوماکی، ساسوکه اوچیها و ساکورا هارونو هستند را بر عهده دارد. او در ابتدا به مانند یک آدم سرد و بی‌احساس به تصویر کشیده می‌شد، اما با جلوتر رفتن داستان وفاداری او نسبت دوستان و شاگردانش بیشتر آشکارا شد. نام خانوادگی او "Hatake" به معنی کشتزار و "Kakashi" به معنی مترسک است.

## شخصیت‌های منفی

### اوروچیمارو
اوروچیمارو (به ژاپنی: 大蛇丸, Orochimaru) یک شخصیت خیالی در مجموعه مانگا و انیمه ناروتو است که توسط ماساشی کیشیموتو خلق شده‌است. او یکی از شخصیت‌های اصلی منفی داستان است. اوروچیمارو با کد نینجای ۰۰۲۳۰۰ یکی از شاگردان ساروتوبی هیروزن یا هوکاگهٔ سوم در تیم سه نفره او که شامل خودش، جیرایا و سوناده بود که بعدها به سانین‌های افسانه‌ای شهرت یافتند. در زمان دومین جنگ جهانی شینوبی‌ها، اوروچیمارو و اعضای تیمش با یک نینجای افسانه‌ای به نام هانزو (رهبر دهکده آمِگاکوره)، مبارزه کردند که او برای پاداش زنده ماندن در این جنگ به آن‌ها لقب سه سانین افسانه‌ای کونوها را داد.

### ناگاتو اوزوماکی
ناگاتو اوزوماکی که تحت کنترل اوبیتو اوچیها سرپرست این گروه شد، ۵ تن دیگر را برای فن شش مسیر پین (Six Paths of Pain) در کنار بدن یاهیکو، دوست بچگی خود جمع‌آوری کرد. او نام تن‌های خود را Pain (درد) نهاده‌است. وی بعدها با فدا کردن جان خود افرادی را که در حمله به دهکدهٔ کونوها کشته بود، دوباره زنده کرد و جان خود را از دست داد. اما ناگاتو شخصیت بدی نبود اون گروهی ۳ نفره تشکیل داد که دنیا را به صلح برساند اما به بهترین دوست آن یعنی یاهیکو حمله شد و یاهیکو مرد وقتی یاهیکو مرد اوبیتو توانست از احساسات ناگاتو استفاده کنه و ناگاتو را به فرمان خودش بگیرد

### اوبیتو اوچیها
رهبر اصلی آکاتسوکی که پس از کمک به پین برای جلوگیری از جنگ‌های داخلی دهکدهٔ آمه‌گاکوره در ازای همکاری وی، به پین دستور جمع‌آوری ۸ عضو دیگر برای آکاتسوکی را داد. وی بعد از مرگ مادارا اوچیها با زدن ماسک خودش را مادارا معرفی کرد. در ابتدا او به عنوان یار دیدارا با نام «توبی» عضو آکاتسوکی و جایگزین ساسوری شد و خود را شخصی الکی‌خوش و پخمه نشان داد. اما بعد از اینکه دیدارا نیز در جنگ با ساسوکه کشته شد خود را رسماً مادارا اوچیها معرفی کرد و پس از مرگ پین رهبری آکاتسوکی را بر عهده گرفت. پیش از آغاز جنگ چهارم شینوبی کابوتو یاکوشی با نشان دادن جسد اصلی مادارا او را تهدید و وادار به همکاری کرد. بعدها معلوم شد که او اوبیتو دوست کاکاشی و شاگرد هوکاگهٔ چهارم بود که با کمک مادارا نجات پیدا کرده بود.

### مادارا اوچیها
مادارا اوچیها رئیس سابق قبیله اوچیها که با کمک هاشیراما سنجو دهکدهٔ کونوها رو بنا کرد تا دیگر کودکان در جنگ‌ها شرکت نکنند اما بعد از صلح میان دو قبیله سنجو و اوچیها تصمیم بر این شد که هاشیراما هوکاگه بشود که این موضوع باعث حسادت مادارا اوچیها شد. مادارا اوچیها بعد از مرگش تصمیم گرفت نقشهٔ خود را با اوبیتو اوچیها در میان بگذارد که در نهایت از او سوءاستفاده کرد تا دوباره به زندگی بازگردد

### کاگویا اتسوتسوکی
یکی از اعضای قبیله اتسوتسوکی که کاشت درخت الهی (ده دم) به زمین آمد در ابتدا او با شخصی دوست شد اما ان شخص به دلیل فشارهایی که دیگران بر روی آن می‌گذاشتند تصمیم گرفت او را بکشد اما متأسفانه کاگویا فرار می‌کند و تصمیم می‌گیرد از تمامی انسان انتقام بگیرد پس دوباره شروع به کاشت ۱۰ دم می‌کند اما پسران او از نقشهٔ شوم او با خبر می‌شوند و اورا مهرموم می‌کنند. او از مادارا اوچیها سوءاستفاده کرد تا این مهروموم رو بشکند سپس توسط تیم ۷ (ناروتو اوزوماکی، ساسکه اوچیها، ساکورا هارونو و کاکاشی هاتاکه) دو مرتبه مهروموم شد.

### کابوتو یاکوشی
او اول در یتیم خانه‌ای زندگی میکرد و اوروچیمارو او را به فرزند خواندگی قبول کرد. او چندسال به عنوان دستیار اوروچیمارو بود و پس از مرگ اوروچیمارو، او خون اوروچیمارو را توسط سرم به بدن خود وارد کرد و به آکاتسوکی پیوست. آن تمام کسانی که اوبیتو به او گفت را توسط ریوتنسه زنده کرد اما ایتاچی که کنترل خود را داشت ریوتنسه را از بین برد و کابوتو را کشت.

## دیگر شخصیت‌ها

### سای
سای در ناروتو شیپودن به عنوان جایگزینه ساسکه معرفی می‌شود او توانیی دارد که می‌تواند هرآنچه که در دفترچه‌اش می‌کشد را واقعی کند

### ایروکا اومینو
او معلم مدرسه ی ناروتو بود و به همراه هیناتا اولین نفری بود که او را به عنوان آدم پذیرفت.

### گارا
گارا (به ژاپنی: 我愛羅 Gaara) یک شخصیت خیالی در مجموعه مانگا و انیمهٔ ناروتو است که توسط ماساشی کیشیموتو خلق شده‌است. گارا، کوچک‌ترین فرزند کازه‌کاگه چهارم است و تماری و کانکورو به ترتیب خواهر و برادر بزرگ‌تر او هستند. قبل از تولد گارا سوناگاکوره متوجه می‌شود که کمبود درآمد باعث مشکلی جدی در دهکده خواهد شد. در نتیجهٔ این امر، کازه‌کاگهٔ چهارم (پدر گارا) به چیو دستور می‌دهد که نشان شوکاکو-یک دم را بر گارا بزند، در حین تولد گارا امید می‌رود او بدل به اسلحهٔ نهایی دهکده شود به همین خاطر یک قربانی نیاز است که مادر گارا کارورا استفاده می‌شود.

### تماری
تماری بزرگ‌ترین فرزند کازه‌کاگه چهارم و خواهر بزرگ‌تر کانکورو و گارا است. تماری غالباً از بیان صریح آنچه در ذهن دارد نمی‌هراسد. تماری دختری است که به صلح ارزش می‌دهد و مخالف جنگ سوناگاکوره و کونوهاگاکوره‌است. این ویژگی در بخش دوم داستان جایی که به عنوان واسطه‌ای میان این دو دهکده در امتحانات چونین شرکت می‌کند دیده می‌شود.

### شیکامارو نارا
یک شخصیت خیالی در سری مانگا و انیمه ناروتو که توسط ماساشی کیشیموتو خلق شده‌است. شیکامارو با کد نینجای ۰۱۲۶۱۱ یکی از اعضای تیم ۱۰ به همراه اینو یاماناکا و چوجی آکیمیچی (بهترین دوست شیکامارو) که مربی آن‌ها آسوما ساروتوبی پسر هوکاگه سوم ساروتوبی هیروزن بود. شیکامارو به مانند یک آدم تنبل اما بسیار باهوش به تصویر کشیده می‌شد. ماساشی کیشیموتو نیز به دلیل اینکه او طبیعتاً بیخیال است، او را دوست دارد.

### اینو یاماناکا
اینو یاماناکه در ابتدا به عنوان رقیب عشقی ساکورا بر سر ساسوکه معرفی می‌شود او توانای کنترل ذهن را دارد او همچنین توانایی تله پاتی دارد و می‌تواند پیام دیگر افراد را نیز منتقل کند.

### چوجی آکیمیچی
چوجی آکیمیچی شخصی بسیار چاق و پرخور است. او بهترین دوست شیکامارو می‌باشد.

### کیبا اینوزوکا
کیبا اینوزوکا بهمراه سگش (بهترین دوستش) مبارزه می‌کند او توانایی بویای قویی دارد. او می‌خواهد هوکاگه شود و عضو تیم ۸ بهمراه هیناتا هیوگا و شینو آبورامه با سرپرستی کورنای یوهی می‌باشد.

### هیناتا هیوگا
هیناتا هیوگا وارث اصلی خاندان هیوگا و از شخصیتهای انیمه ناروتو دارای چشم‌های بیاکوگان است. او می‌تواند با استفاده از چشم‌های خود جریان چاکرای حریف را ببیند و با استفاده از فنون تایجتسوی مخصوص خاندان هیوگا (مشت نرم) جریان چاکرا را قطع کند. او دختری بسیار خجالتی بوده و از کودکی عاشق ناروتو اوزوماکی می‌باشد و در نهایت با ناروتو ازدواج می‌کند.

### شینو آبورامه
شینو آبورامه شخصی بسیار آرام او خیلی کم حرف می‌زند. او توانایی کنترل حشرات را دارد همچنین او علاقه‌مند به طبیعت می‌باشد

### تن‌تن
دختری بسیار ماهر در استفاده از اسلحه‌های سرد است او عضو تیم ۹ بهمراه راک لی و نجی هیوگا به سرپرستی مایت گای است. او اسلحه‌های خود را در جهت فشرده سازی درون طومارهایش قرار می‌دهد

### راک لی
راک لی همانند استاد خود مایت گای توانایی استفاده از چاکرا را ندارد اما او تصمیم می‌گیرد تلاش‌های بسیار زیادی برا افزایش قدرت بدنی بکند او توانایی بدنی بسیار زیادی دارد.

### نجی هیوگا
نچی پسر عموی هنیاتا می‌باشد.نجی فردی بسیار قوی و رهبر خاندان هیوگا است.او هم ماننده بفیه ی هیوگا ها دازای چشم بیاکوگان است. او در ابتدا تصمیم به تسلیم شدن دربرابر سرنوشت می‌شود او از ناروتو هم می‌خواهد که شکستش را بپذیرد اما ناروتو با پیروزی بر او به او ثابت کرد که می‌تواند سرنوشتش را تغییر دهد.او همیشه از ناروتو آموزش هایی در زندگی یاد میگرفت.

### جیرایا
جیرایا (به ژاپنی: 自来也, Jiraiya) یک شخصیت خیالی در مجموعه مانگا و انیمه ناروتو می‌باشد که توسط ماساشی کیشیموتو خلق شده‌است. او در نیمهٔ اول مانگا معرفی می‌شود. جیرایا با کد نینجای ۰۰۲۳۰۱ به مانند یک پیرمرد منحرف که به ناروتو تعلیم می‌دهد نمایش داده می‌شود. او یکی از شاگردان هوکاگهٔ سوم روستای کونوها و یکی از سه سانین افسانه‌ای در کنار اوروچیمارو و سوناده است. در ژاپنی سان "san" به معنی سه و نین "nin" به معنی شخص است.

### هیدان
هیدان یه شخصیت خیالی در انیمه ناروتو شیپودن است که در انیمه یکی از اعضای آکاتسوکی است که این شخصیت کمی بددهن است و پیرو مذهب جاشین است و نامیرا می‌باشد اما شیکامارو نارا اورا در یک مکان خاص دفن کرد تا دیگر نتواند پا روی زمین گذارد و دیگر در انیمه دیده نشد. همکار او در آکاتسوکی کاکوزو است که هیدان و کاکوزو از یکدیگر متنفر هستند اما با این وجود تیم خوبی را تشکیل داده‌اند. هیدان یک جوتسو خاص دارد که اگر خون حریف خود را بچشد و یک علامت خاص (مثلث داخل دایره) درست کند می‌تواند هر ضربه ای به خودش وارد شود به آن شخص نیز وارد می‌شود.